# Odonteus cornigerus
Odonteus cornigerus es una especie de coleóptero de la familia Geotrupidae.

## Distribución geográfica
Habita en América del Norte.